# Montliard
Montliard település Franciaországban, Loiret megyében. Lakosainak száma 230 fő (2022. január 1.). Montliard Boiscommun, Fréville-du-Gâtinais, Nesploy, Quiers-sur-Bézonde és Saint-Loup-des-Vignes községekkel határos.

## Népesség
A település népességének változása:
| Lakosok száma | 207  | 187  | 157  | 215  | 216  | 223  | 235  | 242  | 247  | 230  |
|               | 1968 | 1982 | 1990 | 2006 | 2013 | 2015 | 2017 | 2019 | 2020 | 2022 |